# Comuna 17 (Cali)
La Comuna 17 de Cali está localizada al sur del área urbana de la ciudad. Limita al norte con la Comuna 10, al sur con la Comuna 22 y el corregimiento de El Hormiguero, al oriente con el corregimiento de Navarro; y al occidente con las comunas 18 y 19. La comuna 17 ocupa un total de 1.255,6 Hectáreas, lo que representa el 10,4% del área total de la ciudad.
Hasta hace unos años, La Comuna 17 estaba compuesta además, por la Comuna 22. Pero ante el desarrollo demográfico de esta última, el Concejo Municipal escindió este sector creando una nueva comuna. Se estableció como margen divisorio la carrera 100.

## Demografía
La comuna 17 se caracteriza por su gran número de urbanizaciones debido a la expansión de la ciudad, pues hasta 1960 esta zona era en su mayoría humedales y pantanos que conformaban la Hacienda El Limonar. Su densificación urbana inició con casas unifamiliares de dos y tres pisos, para luego complementar el espacio restante con conjuntos multifamiliares. La estratificación de la comuna se divide entre barrios de estrato medio-bajo, medio-alto y alto, siendo el estrato moda el 5.

## Barrios
La comuna 17 la componen 26 barrios y 19 urbanizaciones:
| Cód  | Nombre del Barrio        | NSE | Lugares de interés                                                                   |
| ---- | ------------------------ | --- | ------------------------------------------------------------------------------------ |
| 1701 | La Playa                 | 3   |                                                                                      |
| 1702 | Primero de Mayo          | 4   | Parroquia del Divino Niño Supermercado SuperInter                                    |
| 1703 | Ciudadela Comfandi       | 3   | Centro Educativo Ciudadela Comfandi                                                  |
| 1705 | Ciudad Universitaria     | NR  | Universidad del Valle                                                                |
| 1774 | Caney                    | 4   | Clínica Regional de Occidente - Policlínica Sur                                      |
| 1775 | Valle del Lilí           | 4   | Éxito Valle del Lilí                                                                 |
| 1778 | Santa Anita              | 5   | Sede Nacional Coomeva                                                                |
| 1780 | El Ingenio I             | 5-6 | Parque El Ingenio                                                                    |
| 1781 | El Ingenio II            | 5-6 | Parque El Ingenio                                                                    |
| 1782 | El Ingenio III           | 5-6 | Parque El Ingenio                                                                    |
| 1783 | Mayapán - Las Vegas      | 5-6 | La 14 de Pasoancho                                                                   |
| 1784 | Las Quintas de Don Simón | 5   | Centro Comercial Acuarela Colegio Reyes Católicos                                    |
| 1785 | Ciudad Capri             | 5   | Centro Comercial San Andresito del Sur Centro Comercial Plaza 80                     |
| 1786 | La Hacienda              | 5   | Fundación Valle del Lilí sede Limonar Bosque Urbano La Hacienda                      |
| 1787 | Los Portales - Nuevo Rey | 5   |                                                                                      |
| 1788 | Cañaverales              | 3   | Centro Comercial Santiago Plaza Parque Recreacional Cañaverales                      |
| 1789 | El Limonar               | 5   | Parque Humedal El Limonar Casa Hacienda El Limonar                                   |
| 1790 | Bosques del Limonar      | 4   | Centro de Atención Local Integrada (C.A.L.I.) 17                                     |
| 1791 | Cataya                   | 5   |                                                                                      |
| 1792 | Gran Limonar             | 5   | La 14 de Limonar Centro Comercial Premier Limonar                                    |
| 1793 | Multicentro Cali         | 5   | Centro Comercial Unicentro                                                           |
| 1794 | Ciudadela Pasoancho      | 5   | Hipermercado Alkosto                                                                 |
| 1795 | Prados de Limonar        | 5   | Subestación Eléctrica Emcali                                                         |
| 1796 | Urbanización San Joaquín | 5   | Centro Comercial Jardín Plaza Embotelladora Coca-Cola FEMSA Fundación Valle del Lilí |
| 1797 | Ciudad Melendez          | 5   |                                                                                      |
| 1798 | Las Vegas de Comfandi    | 3   |                                                                                      |
| 1799 | Calicanto                | 3-4 |                                                                                      |
| 1800 | Altos del Caney          | 3-4 |                                                                                      |

## Censo arbóreo
La comuna 17 fue catalogada como la zona de Santiago de Cali con mayor número de árboles en el 2015.  Esta clasificación fue el resultado del censo arbóreo realizado por la CVC y la Universidad Autónoma de Occidente. Gran número de los árboles contabilizados se ubica en el campus de la Universidad del Valle.  Esta comuna, junto a la Comuna 2 y la Comuna 19, conforman un importante corredor ecológico que se ha conservado gracias a la planificación arquitectónica y paisajista realizada a medida que la ciudad comenzó a expandirse.